# Susú Pecoraro
Susana Raquel "Susú" Pecoraro (sinh ngày 4 tháng 12 năm 1952) là nữ diễn viên điện ảnh và truyền hình người Argentine, bà là một trong những người có tầm ảnh hưởng nhất nước.

## Sự nghiệp
Susana Raquel Pecoraro sinh năm 1952 tại Buenos Aires. Bà đăng ký học tại Nhạc viện Sân khấu năm 1970 và tốt nghiệp năm 1975. Bà lần đầu xuất hiện tại nhà hát Argentina năm 1976, với vai diễn trong vở Yo, Argentino (I'm (a disinterested) Argentine) và lần xuất hiện tiếp theo trên truyền hình trong bộ phim sitcom Channel 13 năm 1977. Bà có vai diễn trong phim telenovela Venezuela dựa trên cuốn tiểu thuyết Đồi gió hú của tác giả Emily Brontë và vào năm 1981, bà lần đầu góp mặt tại rạp phim Argentina với một ít vai trò trong Allá lejos y hace tiempo (Long Ago and Far Away) của Manuel Antin.
Bà từng là nhân vật chính trong bộ phim năm 2004 Roma của Adolfo Aristarain, đã mang về cho bà giải Nữ diễn viên xuất sắc nhất của Liên hoan phim Havana lần thứ hai, cũng như một số người từ Hiệp hội phê bình phim Argentina và Clarín.